# Neogeen
| Eon          | Eratheem Era | Systeem Periode | Serie Tijdvak | Tijd geleden (Ma) |
| ------------ | ------------ | --------------- | ------------- | ----------------- |
| Fanerozoïcum | Cenozoïcum   | Kwartair        | Holoceen      | 0,0117 - heden    |
| Fanerozoïcum | Cenozoïcum   | Kwartair        | Pleistoceen   | 2,58 - 0,0117     |
| Fanerozoïcum | Cenozoïcum   | Neogeen         | Plioceen      | 5,333 - 2,58      |
| Fanerozoïcum | Cenozoïcum   | Neogeen         | Mioceen       | 23,03 - 5,333     |
| Fanerozoïcum | Cenozoïcum   | Paleogeen       | Oligoceen     | 33,9 - 23,03      |
| Fanerozoïcum | Cenozoïcum   | Paleogeen       | Eoceen        | 56,0 - 33,9       |
| Fanerozoïcum | Cenozoïcum   | Paleogeen       | Paleoceen     | 66,0 - 56,0       |
| Fanerozoïcum | Mesozoïcum   | Krijt           | Laat          | ouder             |

Het geologisch tijdperk Neogeen is de middelste van de drie perioden van de era Cenozoïcum. Het volgt op het Paleogeen, wordt opgevolgd door het Kwartair en duurde van 23,03 tot 2,58 miljoen jaar (Ma) geleden. Het Neogeen is onderverdeeld in de twee tijdvakken Mioceen en Plioceen.
Het Neogeen was een periode met een gematigd klimaat, hoewel nog niet zo koud als in het erop volgende Kwartair. Dit zorgde weer voor de opkomst van dieren en planten die grasland als habitat hadden.

## Naamgeving
De naam Neogeen werd voor het eerst gebruikt door de Oostenrijkse paleontoloog Moriz Hörnes bij onderzoek naar gesteentelagen in het Weense bekken. Hoernes onderscheidde ze daarmee van oudere Cenozoïsche gesteentelagen, die hij Paleogeen noemde.
Pas in de jaren '80 van de twintigste eeuw raakten de namen Neogeen en Paleogeen in algemeen gebruik, daarvoor werd de tijdspanne van deze twee periodes samen Tertiair genoemd. Hoewel deze naam nog steeds veel voorkomt, wordt het gebruik ervan afgeraden door de ICS.
Rond de laatste eeuwwisseling was er controverse onder stratigrafen waar de grens tussen het Neogeen en Kwartair getrokken moest worden. In 2009 besloot het Internationaal Geologisch Congres deze grens op 2,58 miljoen jaar te leggen. De tijdsnede Gelasien, die daarvoor vaak tot het Plioceen en Neogeen gerekend werd, is sindsdien onderdeel van het Pleistoceen en Kwartair.

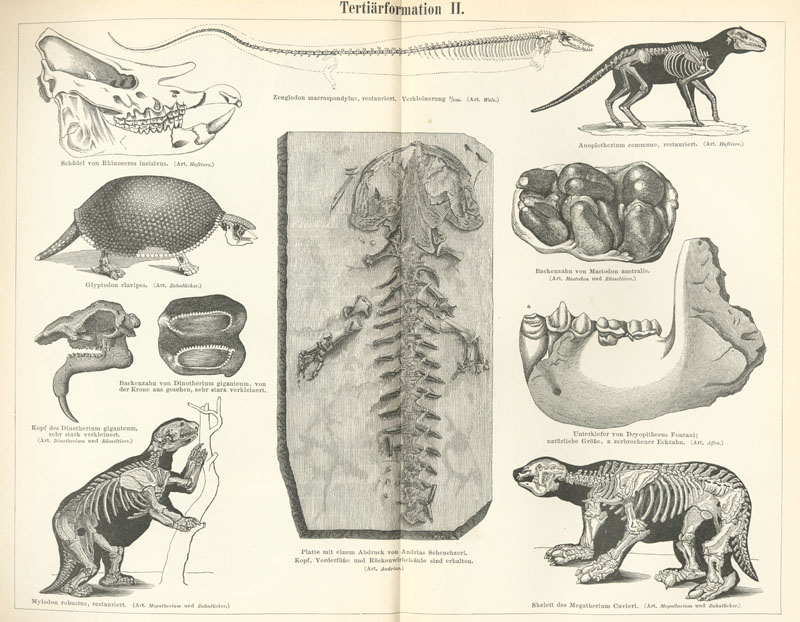
Tekeningen van fossielen van de Neogene megafauna in Meyers Konversations-Lexikon (1885-1890).

## Gebeurtenissen
Het drogere en koelere klimaat, dat tijdens het Oligoceen ontstaan was, bleef gedurende het Neogeen aanwezig. Dankzij het droge en koele klimaat konden kruidachtige planten zich diversificeren en sterk verspreiden. Veel kleinere insecten- en zaadetende soorten knaagdieren, vogels, amfibieën en reptielen profiteerden daarvan. Op verschillende continenten was er een megafauna van tegenwoordig uitgestorven soorten zoogdieren. Aan het einde van het Neogeen ontstond de Landengte van Panama waardoor Noord- en Zuid-Amerika met elkaar verbonden raakten. Er vond tussen de twee continenten een uitwisseling van soorten plaats, terwijl andere soorten uitstierven. Dit wordt de Great American Interchange (Engels voor grote Amerikaanse uitwisseling) genoemd.
Door convergente beweging van de continenten Afrika en India met Eurazië ging vorming van de Alpen en de Himalaya door. De Tethysoceaan tussen Afrika en Europa verdween, op wat restanten na: de huidige Middellandse Zee, Zwarte Zee, Kaspische Zee en het Aralmeer. Rond 5,5 miljoen jaar geleden zorgde deze beweging voor het afsluiten van de Straat van Gibraltar, waardoor de Middellandse Zee afgesloten werd en periodisch droog viel (de zogenaamde Messinian salinity crisis).
Aan het einde van het Neogeen koelde het klimaat geleidelijk verder af waardoor er in het Kwartair een ijskap op de noordpool kon ontstaan.